# Petkana Makaveeva
Petkana Bogdanova Makaveeva  (cirílico:Петкана Макавеева) (Lipen, Montana, 12 de março de 1952) é uma ex-basquetebolista búlgara que conquistou a Medalha de Prata disputada nos XXII Jogos Olímpicos de Verão realizados em 1980 na cidade de Moscovo, União Soviética e a Medalha de Bronze nos XXI Jogos Olímpicos de Verão realizados em 1976 em Montreal, Canadá.